# Llacunes de Mas Duran
Les llacunes de mas Duran, o del Gurugú, pertanyen a la conca del Besòs i es localitzen al terme municipal de Montcada i Reixac, entre el barri del Mas Rampinyo d'aquesta població, i Ripollet. Es tracta d'una petita llacuna que ocupa una superfície de menys de mitja hectàrea i que té el seu origen en extraccions d'àrids. Es tracta d'un espai situat ben a prop de l'aiguabarreig del riu Ripoll amb el Besòs, fet que facilita l'aflorament d'aigua dels aqüífers superficials i la seva inundació permanent al llarg de l'any. En no rebre aportacions directes de l'aigua superficial dels rius esmentats, l'aigua de les llacunes té una qualitat molt acceptable. Pel que fa a la vegetació, les llacunes presenten un bon cinyell de vegetació helofítica, destacant especialment el canyís i la boga. Puntualment es localitzen taques de joncs i de canya.

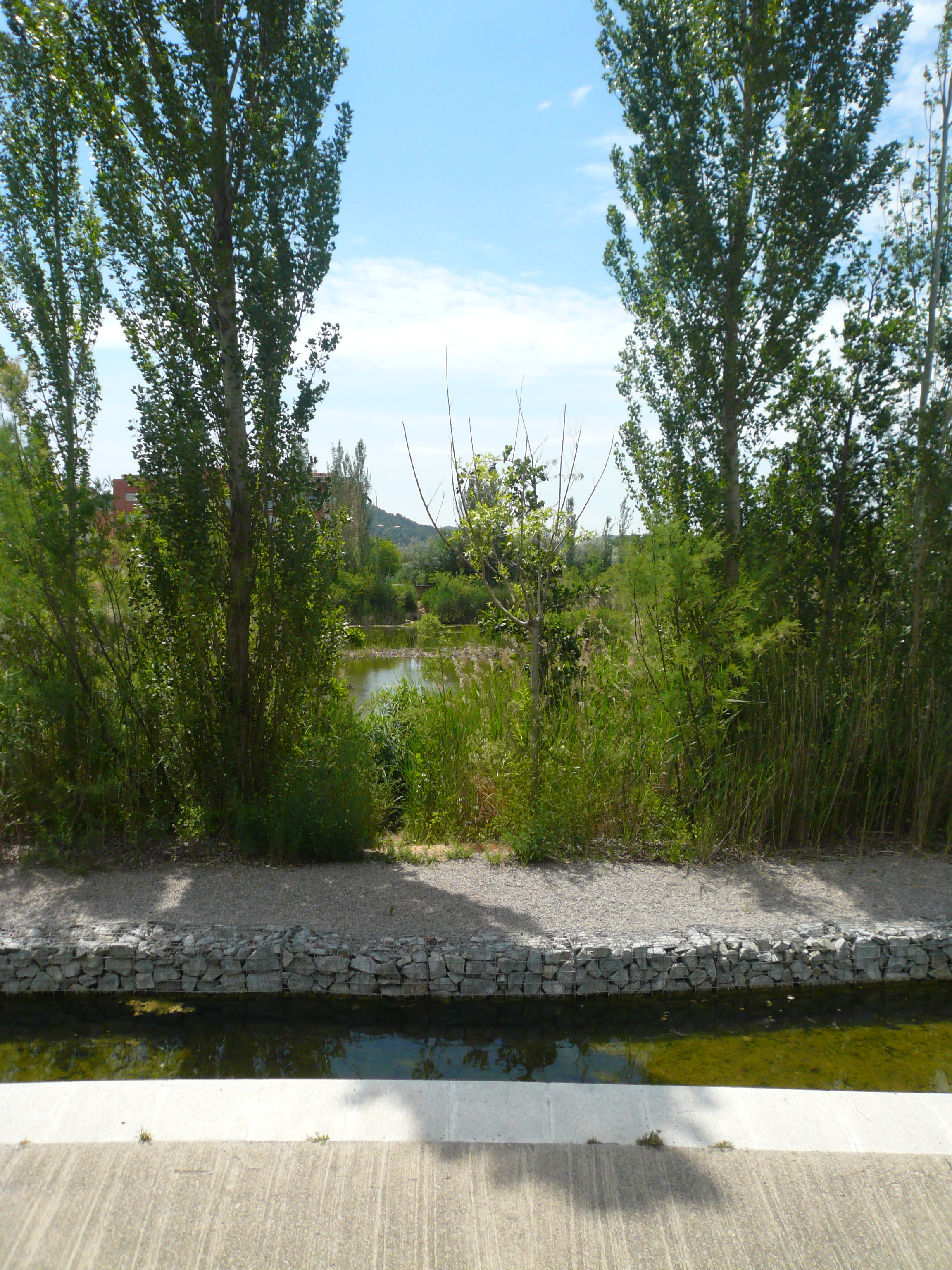
La llacuna, en un estat naturalitzat, està voltada per un canal amb caràcter més urbanitzat que la separa de la resta del parc urbà

La zona ha sofert durant anys una forta pressió ramadera suburbana que ha provocat processos erosius en diversos talussos i que ha dificultat el creixement d'una vegetació més arbustiva o forestal. Aquest fet, juntament amb l'actual proximitat dels nuclis urbans, limita l'ocupació de les llacunes per part de la fauna vertebrada. Únicament algunes espècies piscícoles introduïdes o els amfibis més ubiqüistes hi són presents. Pel que fa als impactes sobre l'espai, a part de l'esmentada pressió ramadera rebuda durant molt de temps, actualment destaca la forta pressió urbanística de la zona. A data de desembre de 2006 s'urbanitzaren els voltants de l'espai produint greus impactes sobre l'espai que, fins i tot, han fet desaparèixer una segona massa d'aigua existent no fa molt de temps. La construcció sobre l'espai d'un parc urbà, el parc de la Llacuna, tot i que segurament salvarà la superfície d'aigua, en reduirà notablement els valors ecològics.